# Collé Ardo Sow
 (novembre 2022).
Pour les articles homonymes, voir Ardo (homonymie) et Sow.
Collé Ardo Sow (ou Collé Sow Ardo) est une styliste sénégalaise.

## Biographie
Diplômée de l'Institut de coupe et de haute-couture de Paris, mannequin jusqu'en 1982, elle crée sa griffe à Dakar en 1983.